# 和琴温泉

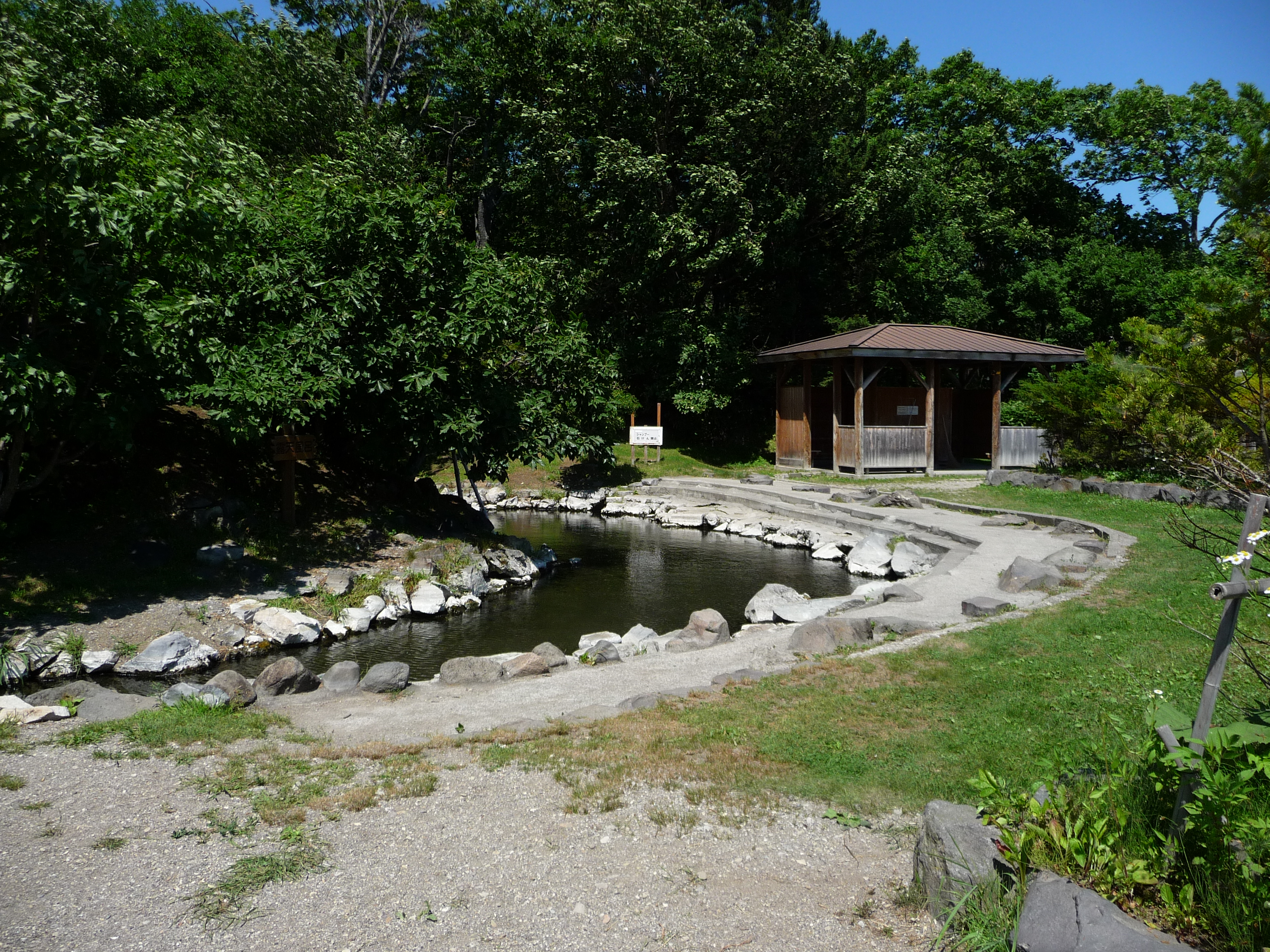
和琴温泉 露天風呂

和琴温泉（わことおんせん）は、北海道川上郡弟子屈町にある温泉。屈斜路湖南側の和琴半島に位置する。

## 泉質
- 単純温泉（中性低張性高温泉）
  - 源泉温度 52.5℃[1]

## 温泉街
和琴半島付け根に24時間入浴可能な無料露天風呂がある。簡易更衣室も併設されている。近隣にはキャンプ場が2か所あり、夏は家族連れキャンパーやウォータースポーツ関係の人たちで賑わう。
露天風呂から和琴半島の遊歩道を10分ほど歩いた所に無料共同浴場が1箇所設置されている。温度調節が難しく、特に夏場は熱湯状態になっている事が多い。
共同浴場からさらに5分ほど歩いた湖岸脇に、通称「桂月の湯」という野湯がある。
和琴半島先端のオヤコツ地獄近辺では100℃近い熱湯が湧き出しており、湖水と調整して野湯を楽しむ事も出来る。
近隣には、民間宿泊施設として三香温泉もある。

## アクセス
- 自家用車 : 国道243号と町道、弟子屈町の市街地から車で約15分。
- 鉄道 : JR摩周駅下車、ハイヤーで約15分。
- 路線バス : 摩周温泉より阿寒バスにて約35分。